# Сьєрра Рамірес
Сьєрра Рамірес (англ. Cierra Ramirez; нар. 9 березня 1995, Х'юстон, Техас, США) — американська акторка та співачка, найбільш відома роллю Маріани Адамс Фостер у серіалі «Фостери».

## Біографія
Сьєрра Рамірес народилася в Х'юстоні, Техас, США. ЇЇ батько Сонні Рамірес пов'язаний з індустрією розваг: він музичний продюсер і консультант, а мама — вчитель у дитячому садку. У неї є молодша сестра Саванна.

## Кар'єра
Перші ролі Рамірес зіграла в серіалах «C.S.I.: Місце злочину Маямі», «Зої 101», «Відчайдушні домогосподарки», того ж року вона з'явилась у драмі «Гра Ва-Банк». Після ролей на телебаченні акторка зіграла доньку-підлітка Грейс (Єва Мендес) у фільмі «Важкий вік». У 2013 Сьєрра приєдналась до основного складу серіалу «Фостери». У телепроєкті вона виконує роль прийомної доньки міжрасової пари лесбійок.

## Фільмографія
| Рік       |    | Українська назва                   | Оригінальна назва                        | Роль                 |
| --------- | -- | ---------------------------------- | ---------------------------------------- | -------------------- |
| 2006      | с  | C.S.I.: Місце злочину Маямі        | CSI: Miami                               | Ізабель Терраза      |
| 2006      | ф  | Гра Ва-Банк                        | All In                                   | Марісоль             |
| 2006      | с  | Зої 101                            | Zoey 101                                 | дівчина              |
| 2006      | с  | Відчайдушні домогосподарки         | Desperate Housewives                     | Анні Марі            |
| 2007      | тф |                                    | Star and Stella Save the World           | Стелла Рівера        |
| 2007      | с  | Все тіп-топ, або життя Зака і Коді | The Suite Life of Zack and Cody          | Жасмін               |
| 2008      | с  | Мій особистий ворог                | My Own Worst Enemy                       | Руті Співі           |
| 2012      | ф  | Важкий вік                         | Girl in Progress                         | Марісоль             |
| 2012—2013 | с  | У таємниці від батьків             | The Secret Life of the American Teenager | Кеті                 |
| 2013—2017 | с  | Фостери                            | The Fosters                              | Маріана Адамс Фостер |
| 2016      | кф |                                    | Petting Scorpions                        | Дейзі                |
| 2017      | ф  |                                    | Drink Slay Love                          | Перл                 |